# Euphyia variegata
Euphyia variegata là một loài bướm đêm trong họ Geometridae.